# Sutter's Gold
Sutter's Gold is een Amerikaanse western uit 1936, onder regie van James Cruze. Het is een fictieve versie van de nasleep van de ontdekking van goud op het landgoed van Sutter, wat leidde tot de Californische Goudkoorts van 1849. Het scenario is gebaseerd op de roman "L'Or; la merveilleuse histoire du général Johann August Suter" van Blaise Cendrars uit 1925. Destijds werd de film in Nederland uitgebracht onder de titel Sutter's goud.

## Rolverdeling
| Acteur              | Personage                     |
| ------------------- | ----------------------------- |
| Edward Arnold       | John Sutter                   |
| Lee Tracy           | Pete Perkin                   |
| Binnie Barnes       | Countess Elizabeth Bartoffski |
| Katharine Alexander | Anna Sutter                   |
| Montagu Love        | Capt. Kettleson               |
| Addison Richards    | James Marshall                |
| John Miljan         | Gen. Juan Bautista Alvarado   |
| Harry Carey         | Kit Carson                    |
| William Janney      | John Sutter, Jr.              |
| Nan Grey            | Ann Eliza Sutter              |
| Robert Warwick      | Gen. Alexander Rotscheff      |
| Morgan Wallace      | General Fremont               |
| Allen Vincent       | Juan Bautista Alvarado, Jr.   |
| Mitchell Lewis      | King Kamehameha               |
| Harry Cording       | Seaman Lars                   |
| George Irving       | Dr. Billings                  |

## Productie en nasleep
Carl Laemmle, de grote baas van Universal Pictures, hield van actiewesterns en hij wilde een groot openluchtspektakel maken in de trant van The Covered Wagon uit 1923. Laemmle huurde Cruze, de regisseur van die film, in om de nieuwe film Sutter's Gold te regisseren. Helaas ontbrak het de studio en de film aan grote Hollywoodnamen om bioscoopbezoekers te trekken. De cast van de film bestond voornamelijk uit bekende acteurs die tot dan vooral bijrollen hadden gespeeld. Bovendien had Laemmle regisseur Cruze de volledige vrijheid gegeven om de film te maken en dus spendeerde Cruze gigantische bedragen zoals hij in de dagen van de stomme film gewend was.
Het resultaat was dan ook rampzalig. Sutter's Gold bracht onherstelbare schade toe aan de reputatie van Cruze en de film ruïneerde Universal. Een consortium van investeerders zette daarop Carl Laemmle aan de deur en nam het bedrijf over. Het enige pluspunt aan het Sutter's Gold-fiasco was dat de weidse, zorgvuldig geënsceneerde buitenscènes door Universal vaak herbruikt konden worden in de lowbudget avonturenfilms, westerns en series van de studio.